# (21368) Shiodayama
(21368) Shiodayama est un astéroïde de la ceinture principale.

## Description
(21368) Shiodayama est un astéroïde de la ceinture principale. Il fut découvert le 6 juin 1997 à Nanyo par Tomimaru Okuni. Il présente une orbite caractérisée par un demi-grand axe de 3,02 UA, une excentricité de 0,05 et une inclinaison de 11,3° par rapport à l'écliptique.

## Compléments